# Centrochelys
Centrochelys es un género de tortugas perteneciente a la familia Testudinidae. En la actualidad solo existe una especie del género, la tortuga de espolones africana (C. sulcata), pero existen además varias especies extintas conocidas por fósiles. Estas especies extintas se distribuían por el norte de África e islas cercanas, tales como Malta, Cabo Verde o Canarias.

## Especies
- †Centrochelys atlantica (Tortuga de Sal)[1]
- †Centrochelys burchardi (Tortuga gigante de Tenerife)[1]
- †Centrochelys marocana[1]
- †Centrochelys vulcanica (Tortuga gigante de Gran Canaria)[1]
- Centrochelys sulcata (Tortuga de espolones africana)[1]

La tortuga de Malta, una especie extinta antes incluida en este género como C. robusta, fue trasladada posteriormente al género Solitudo junto a otras tortugas gigantes de las islas mediterráneas.